# Centro Sambil Maracaibo
El Centro Sambil Maracaibo es un importante centro comercial ubicado en la av. Guajira en la Zona Industrial Norte de la ciudad de Maracaibo,estado Zulia. Se consagra como el centro comercial más grande de la ciudad y de Zulia, con una superficie de 125.00m2 y un área de construcción de 105.161m2 de construcción, siendo el encargado de su construcción y financiación la Constructora Sambil. Gracias a su posición estratégica es el centro comercial más visitado del estado.

## Descripción
Sambil Maracaibo, se define como una ciudad bajo techo, pues es el centro de compra, servicios y entretenimiento más grande de la capital zuliana. En él se puede encontrar 321 locales comerciales  de las mejores franquicias internacionales y nacionales para complacer los diferentes gustos de sus visitantes. Está ubicado en el municipio Maracaibo, en la Avenida guajira, zona norte. Para ingresar cuenta con cuatro accesos peatonales, las cuales se denominan: Guajira, Indio Mara, La Chinita y Sinamacá (todas estas en el nivel Lago). También posee un área de estacionamiento con 2260 plazas de aparcamiento de tres niveles, un servicio de taxis Sambil y un Valet Parking con área de espera V.I.P. El Centro Sambil Maracaibo posee una edificación de forma ovoidea con dos niveles, el nivel Lago donde están las entradas de acceso mencionadas anteriormente y el nivel feria, a este último se accede mediante módulos de circulación vertical de escaleras mecánicas. El Centro Sambil Maracaibo cuenta en total con 321 locales comerciales y financieros, además de lugares de esparcimiento y entretenimiento, a continuación se mencionan:
- Locales del Nivel Feria y ambientación Zuliana: se hallan 20 locales de comida en una ambiente totalmente zuliano, con un lago central llena con más de 100 peces de la especie Koi y palafitos, además de que en este lugar se hacen regularmente ferias y exposiciones con un espacio de más de 1500mt2.
- Salón de Convenciones y Anfiteatro: en este lugar se encuentra el anfiteatro del Centro Sambil Maracaibo con una capacidad de 2200 personas, aquí se presentan numerosos personalidades y agrupaciones musicales locales, nacionales o incluso internacionales, grupos de baile, entre otros.
- Cine y Sala de Videojuegos: El espacio del cine cuenta con 13 salas de exposición, actualmente es Cines Unidos quien opera en ellas y ofrece a la población una variada cartelera del mundo del espectáculo.También podemos descubrir que el Centro Sambil cuenta con un área "gaming" para los visitantes.
- Entidades Bancaria y financieras: El Sambil cuenta con 8 agencias bancarias, entre ellas el Banco Mercantil, el BBVA Provincial, Banesco, el B.O.D. entre otros.[3]
- Área Infantil: El Sambil ofrece a los más jóvenes un área temática para divertirse dentro del nivel Lago.

Además de lo anteriormente mencionado, el Centro Sambil Maracaibo ofrece a los visitantes 52 espacios de kiosos a lo largo de los pasillos de circulación, tiendas deportivas, tiendas de ropa, farmacia, telefonía, cosméticos, electrodomésticos, calzado, entre otros.

## Galería

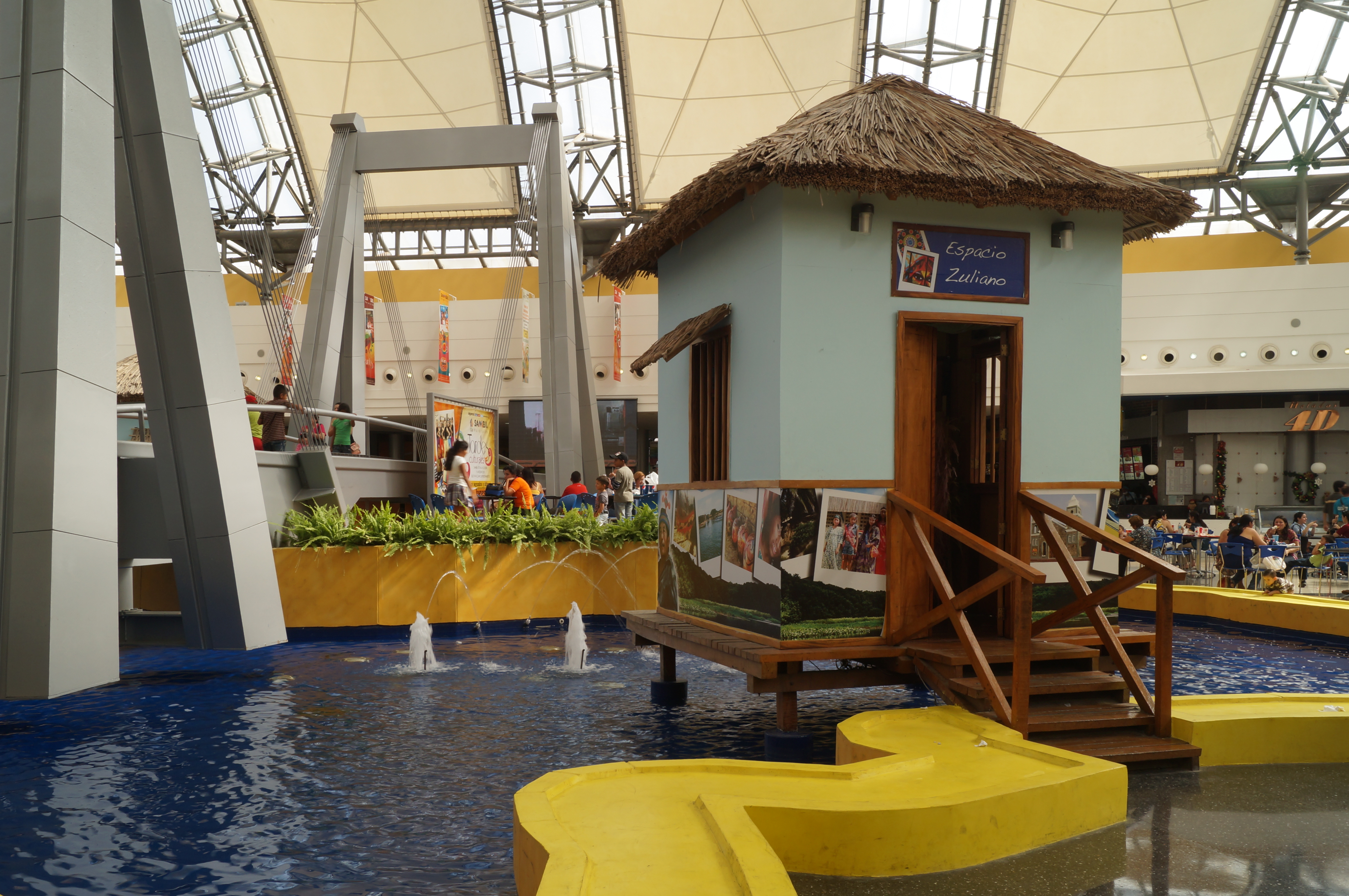
Espacio Zuliano en el nivel Feria
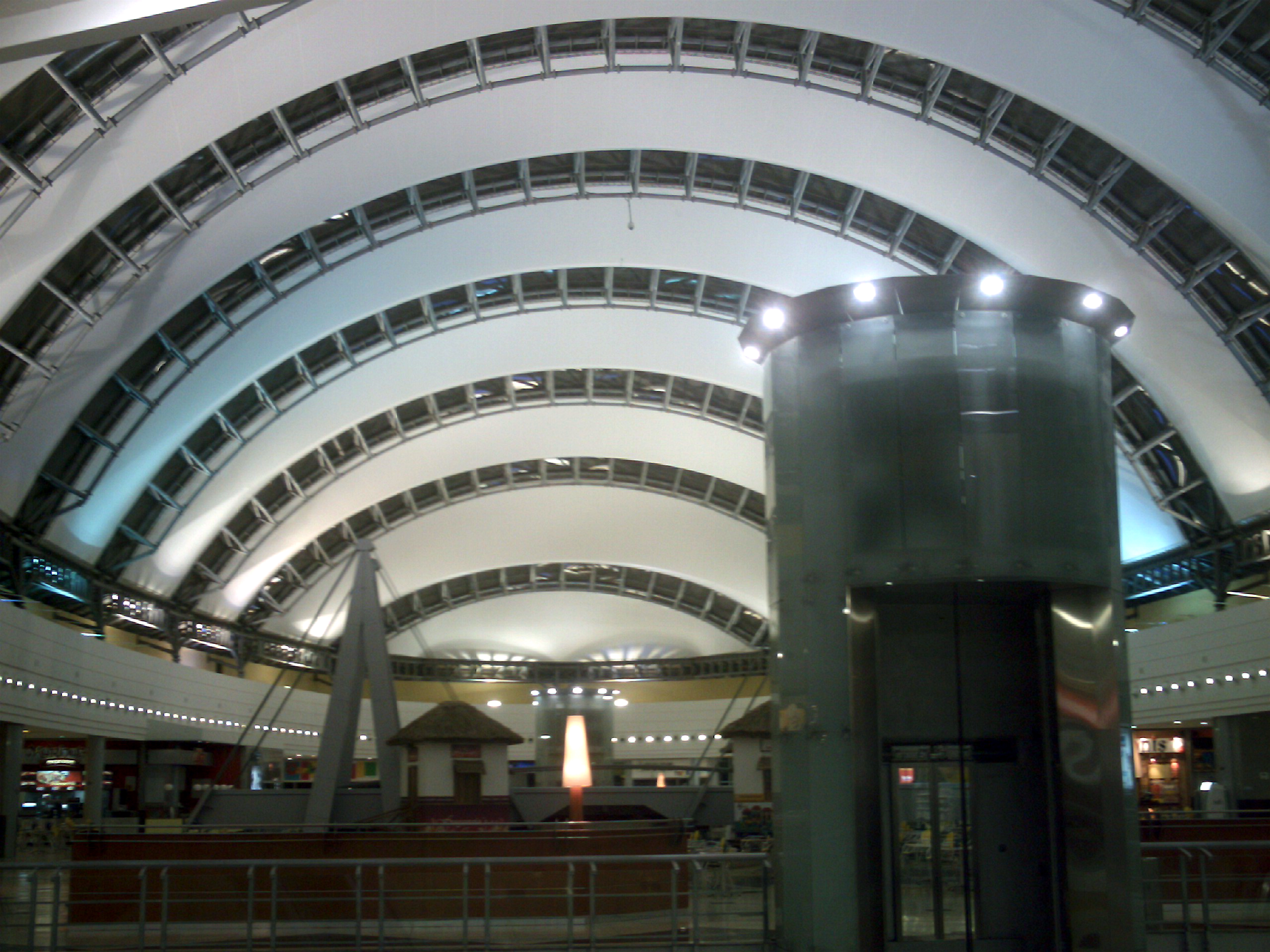
Forma ovoidea del Centro Sambil Maracaibo
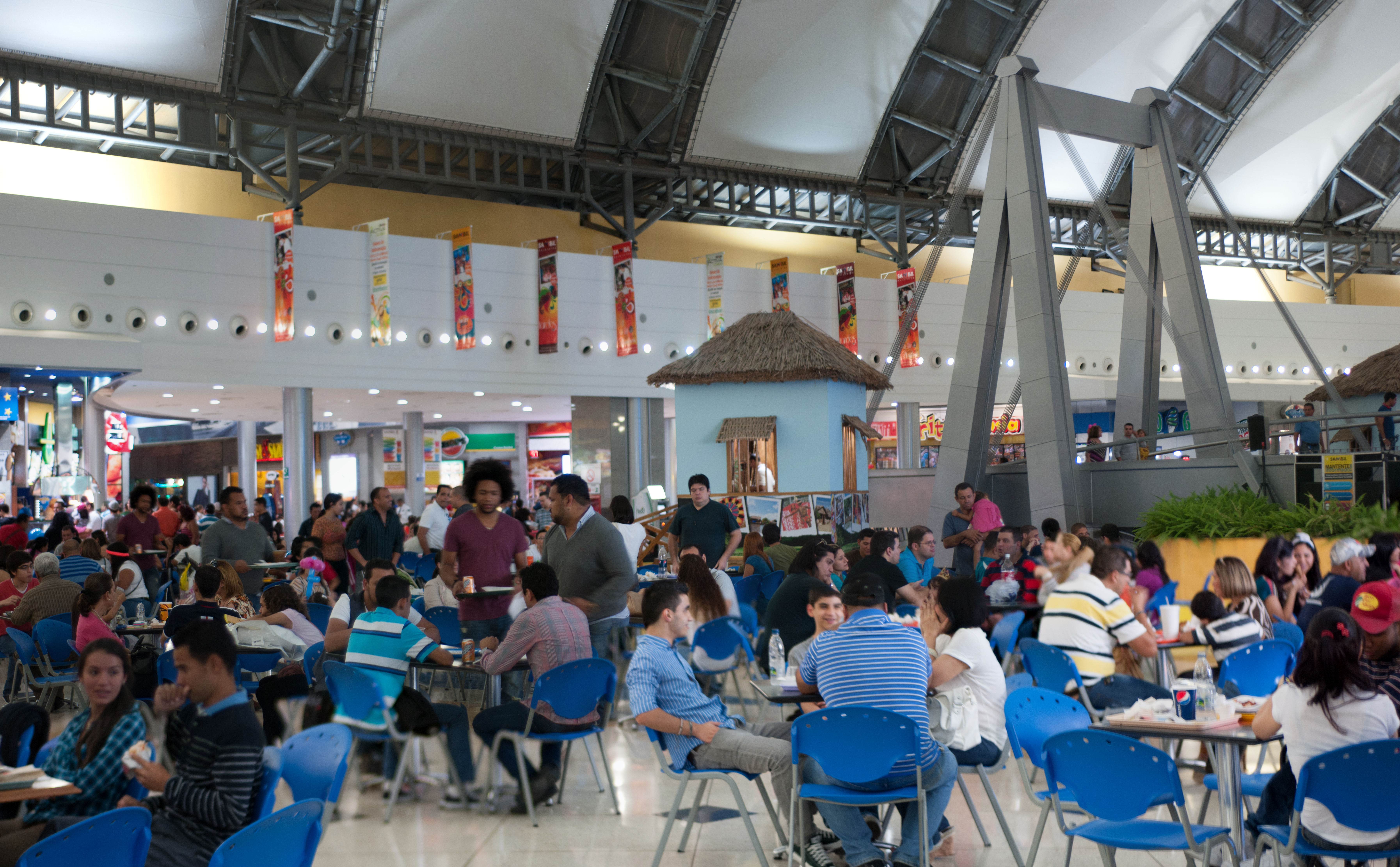
Feria de comida del Centro Sambil Maracaibo
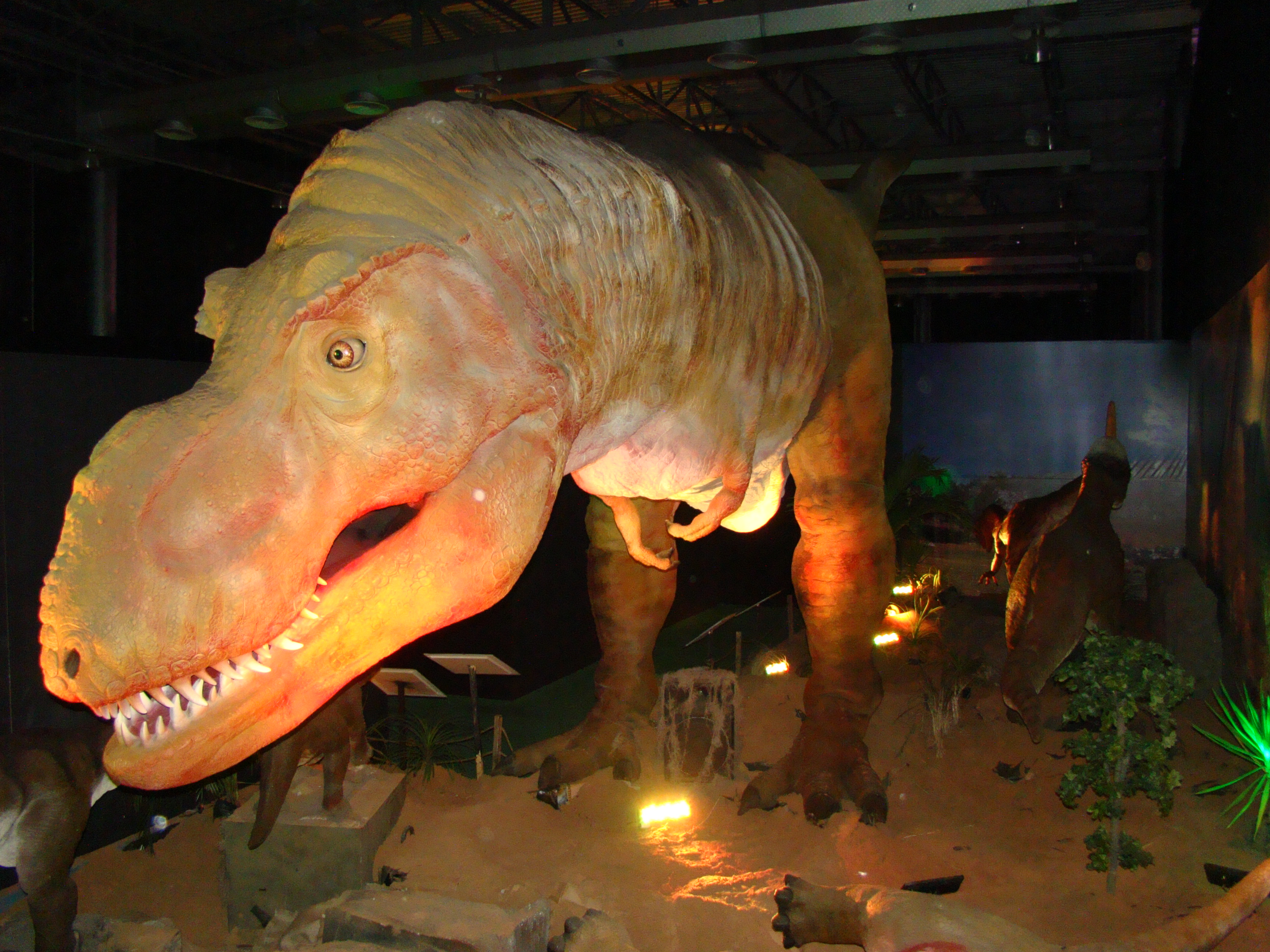
Feria temática en el Centro Sambil Maracaibo